# Кінг (річка)
Кінг — річка у Вікторії, Австралія. Вона протікає з північно-західних схилів Національного парку Алпайн в Австралійських Альпах, через долину Кінг і з'єднується з річкою Овенс біля містечка Вангаратта.
У долині річки розташовані виноградники. Річка використовується для туристичних прогулянок на каяках. У 2008 році тут проводився чемпіонат Австралії з рафтінгу.

## Етимологія
Англійську назву річці дали Гамільтон Г'юм і Вільям Ховелл, дослідники регіону, на честь капітана Філіп Гідлі Кінг, третього губернатора Нового Південного Уельсу, який був на посаді з 1800 по 1806 рік.
На мові аборигенів Вайвурру річка називається Пудумбеєр (Poodumbeyer), без визначеного значення.